# Superliga e Futbollit të Kosovës
Superliga e Futbollit të Kosovës (v překladu do češtiny doslova Kosovská fotbalová superliga) je nejvyšší fotbalovou ligovou soutěží na území Kosova.
Vznikla v roce 1999 po faktickém odtržení kosovského území od Srbska po ukončení války v Kosovu. V roce 2016 bylo Kosovo přijato za řádného člena Unie evropských fotbalových asociací (UEFA), stalo se tak 55 členem asociace. Od sezóny 2016/17 se tak mohou kosovské kluby kvalifikovat do evropských pohárů.

## Přehled vítězů
Zdroj: 
- 1999/00 – FK Priština
- 2000/01 – FK Priština
- 2001/02 – KF Besiana
- 2002/03 – KF Drita Gjilan
- 2003/04 – FK Priština
- 2004/05 – KF Besa Pejë
- 2005/06 – KF Besa Pejë
- 2006/07 – KF Besa Pejë
- 2007/08 – FK Priština
- 2008/09 – FK Priština
- 2009/10 – KF Trepça
- 2010/11 – KF Hysi
- 2011/12 – FK Priština
- 2012/13 – FK Priština
- 2013/14 – KF Kosova Vushtrri
- 2014/15 – KF Feronikeli
- 2015/16 – KF Feronikeli
- 2016/17 – KF Trepça '89
- 2017/18 – KF Drita Gjilan
- 2018/19 – KF Feronikeli
- 2019/20 – KF Drita Gjilan
- 2020/21 – FK Priština
- 2021/22 – KF Ballkani
- 2022/23 – KF Ballkani

## Nejlepší kluby v historii - podle počtu titulů
| Vítězové nejvyšší ligové soutěže |        |                                                                  |
| Klub                             | Tituly | Vítězné ročníky KF Feronikeli                                    |
| FK Priština                      | 11     | 1992, 1996, 1997, 2000, 2001, 2004, 2008, 2009, 2012, 2013, 2021 |
| KF Besa Pejë                     | 3      | 2005, 2006, 2007                                                 |
| KF Feronikeli                    | 3      | 2015, 2016, 2019                                                 |
| KF Drita Gjilan                  | 3      | 2003, 2018, 2020                                                 |
| KF Trepça                        | 2      | 1993, 2010                                                       |
| KF Ballkani                      | 2      | 2022, 2023                                                       |
| KF Besiana                       | 1      | 2002                                                             |
| KF Hysi                          | 1      | 2011                                                             |
| KF Kosova Vushtrri               | 1      | 2014                                                             |
| KF Trepça '89                    | 1      | 2017                                                             |
| KF Dukagjini                     | 1      | 1994                                                             |
| KF Liria                         | 1      | 1995                                                             |